# Mycena riparia
Mycena riparia är en svampart som tillhör divisionen basidiesvampar, och som beskrevs av Maas Geest. Mycena riparia ingår i släktet Mycena, och familjen Favolaschiaceae. Arten är reproducerande i Sverige.